# Roman Bondarenko
Roman Dmytrowycz Bondarenko (ukr. Роман Дмитрович Бондаренко, ros. Роман Дмитриевич Бондаренко, Roman Dmitrijewicz Bondarienko; ur. 14 sierpnia 1966) – ukraiński piłkarz, grający na pozycji pomocnika, a wcześniej pomocnika.

## Kariera piłkarska

### Kariera klubowa
Wychowanek Szkoły Piłkarskiej w Zaporożu. W 1987 rozpoczął karierę piłkarską w miejscowym klubie Torpedo, w którym występował przez 12 lat. Od 1992 klub zmagał się w Wyższej Lidze Ukrainy. W 1998 klub spadł do Pierwszej Lihi. Po sezonie spędzonym w niższej lidze w sezonie 1999/00 piłkarz powrócił do gry w najwyższej lidze ale już w klubie Metałurh Zaporoże. Po zakończeniu sezonu postanowił zakończyć karierę piłkarską.

### Kariera reprezentacyjna
W 1998 roku razem z Andrijem Chomynem, Ihorem Kysłowym, Kostiantynem Sosenkiem i Andrijem Zawjałowym otrzymał propozycję od selekcjonera Wiktora Pożeczewskiego występować w narodowej reprezentacji Turkmenistanu. Po załatwieniu formalności był powołany na Igrzyska azjatyckie w Tajlandii.

## Sukcesy i odznaczenia

### Sukcesy klubowe
- mistrz Wtoroj Niższej Ligi ZSRR: 1990
- finalista Pucharu Ukrainy: 1992, 1993

### Sukcesy indywidualne
- 5. miejsce w klasyfikacji strzelców Mistrzostw Ukrainy: 1993